# Herbert Reske
Herbert Reske (* 4. Dezember 1937 in Gröbnig; † 13. Januar 2022 in Mainz) war ein deutscher Fußballspieler.

## Sportlicher Werdegang
Reske kam als Teenager im Sommer 1957 von der TSG Heidesheim zum 1. FSV Mainz 05. Nachdem er dort zunächst nur in Freundschaftsspielen aufgelaufen war, debütierte er in der Spielzeit 1958/59 in der Oberliga Südwest. Dabei ersetzte er beim 1:1-Remis bei Eintracht Bad Kreuznach am 31. August 1959 als Außenverteidiger Willi Jakobi in der Abwehrreihe neben Mittelläufer Fritz Kleemann und Außenverteidiger Alfred Höfer. Zeitweise blieb er in der Startformation unter Trainer Hans-Josef Kretschmann, rückte aber im Saisonverlauf wieder ins zweite Glied und kam im letzten Drittel nochmal zu Spieleinsätzen. Im folgenden Sommer etablierte sich das Mainzer Eigengewächs Helmut Müllges unter dem Neu-Trainer Heinz Baas als Stammkraft in der Verteidigung, den Reske Anfang 1960 ersetzte und somit nochmal in der Spielzeit 1959/60 zu drei Meisterschaftsspielen kam.
Im Sommer 1960 kehrte Reske nach insgesamt 16 Oberligaeinsätzen für Mainz 05 zur TSG Heidesheim zurück, die im unterklassigen Amateurbereich antrat.